# Blekgumpad sumphöna
Blekgumpad sumphöna (Amaurornis moluccana) är en fågel i familjen rallar inom ordningen tran- och rallfåglar.

## Utseende och läte
Blekgumpad sumphöna är en medelstor rall. Den är dämpat gråblå på kroppen och brun på vingar och stjärt, med rödbruna undre stjärttäckare. Näbben är gulgrön med en liten sköld ovan och de långa benen är gula. Den avger ett flertal olika läten, vanligen ett högljutt upprepat skri eller ett upprört ljud som i engelsk litteratur återges som "wark-woop, wark-woop, wark-woop".

## Utbredning och systematik
Blekgumpad sumphöna förekommer från östra Indonesien österut till Salomonöarna och söderut till Australien. Den delas in i fyra underarter med följande utbredning:
- Amaurornis moluccana moluccana – Sangihe Island, Moluckerna, Misool Island samt västra och norra Nya Guinea
- Amaurornis moluccana nigrifrons – Bismarckarkipelagen och Salomonöarna
- Amaurornis moluccana ultima – östra Salomonöarna
- Amaurornis moluccana ruficrissa – södra och östra Nya Guinea samt norra och östra Australien

## Levnadssätt
Blekgumpad sumphöna hittas i tät vegetation kring våtmarker. Den är mycket tillbakadragen och svår att få syn på.

## Status
Arten har ett stort utbredningsområde och internationella naturvårdsunionen IUCN kategoriserar arten som livskraftig. Beståndsutvecklingen är dock oklar. Trots det stora utbredningsområdet tros beståndet vara relativt litet, uppskattat till mellan 1 300 och 33 000 vuxna individer.